# 腺腫
腺腫（せんしゅ、英語: adenoma）とは、腺細胞の腫瘍性増殖性病変（良性腫瘍）である。正常な腺上皮細胞に変異が生じて腫瘍化し、腺腫細胞が発生部位に限局してモノクローナルに増殖し、規則的な配列や増殖パターンを形成したもののことである。
癌腫との違いは、腫瘍化した細胞が組織破壊性に浸潤したり、他の臓器に転移したりしないことである。また、腺腫は細胞増殖のスピードが緩徐で、癌のように急激な増大をしたり壊死を伴わないことなどが特徴である。